# 229
Năm 229 là một năm trong lịch Julius. 

## Mất
- Triệu Vân